# Margaret Hays
Margaret Bechstein Hays (Nueva York, 6 de diciembre de 1887–Buenos Aires, 21 de agosto de 1956) fue una pasajera superviviente del RMS Titanic. Ella y su perrita sobrevivieron al hundimiento del barco, huyendo en el bote salvavidas 7. Tras el desastre, cuidó de dos niños pequeños conocidos como los "Huérfanos del Titanic" en su casa de Nueva York hasta que su madre les reclamó.

## Titanic
Margaret Bechstein Hays nació el 6 de diciembre de 1887 de Frank y Mary A. Hays. Tenía 24 años cuando embarcó en el Titanic en Cherburgo, Francia. Regresaba de unas vacaciones de cuatro meses por Europa, acompañando a su amiga Olive Earnshaw y su madre Lily Potter. Earnshaw y Hays ocuparon el camarote de primera clase C-54, y la señora Potter el C-50. Gilbert Tucker, un caballero soltero de 31 años que Hays había conocido en Europa, interesado en ella, interrumpió su propio viaje europeo con sus padres y hermana para abordar también el lujoso trasatlántico. Ocupó el camarote C-53.
Cuando el barco chocó con un iceberg la noche del 14 de abril de 1912, Hays y Earnshaw estaban en su camarote. Cuando los motores se detuvieron fueron a la habitación de la señora Potter, y después a preguntar sobre la situación. Cuando regresaron a la habitación las chicas le informaron: "Hemos chocado con un iceberg, pero el mayordomo nos dijo que no debemos preocuparnos y deberíamos volver a la cama" A pesar de que ellas no estaban preocupadas, la señora Potter se asustó. Se vistieron y envolvieron a la perrita pomerania de Hays en una manta, luego se dirigieron a la cubierta C, donde Tucker las ayudó a ponerse los chalecos salvavidas. Mientras esperaban, James Clinch Smith pasó y comentó en tono bromista: "Oh, supongo que también deberíamos ponerle un salvavidas al perrito."

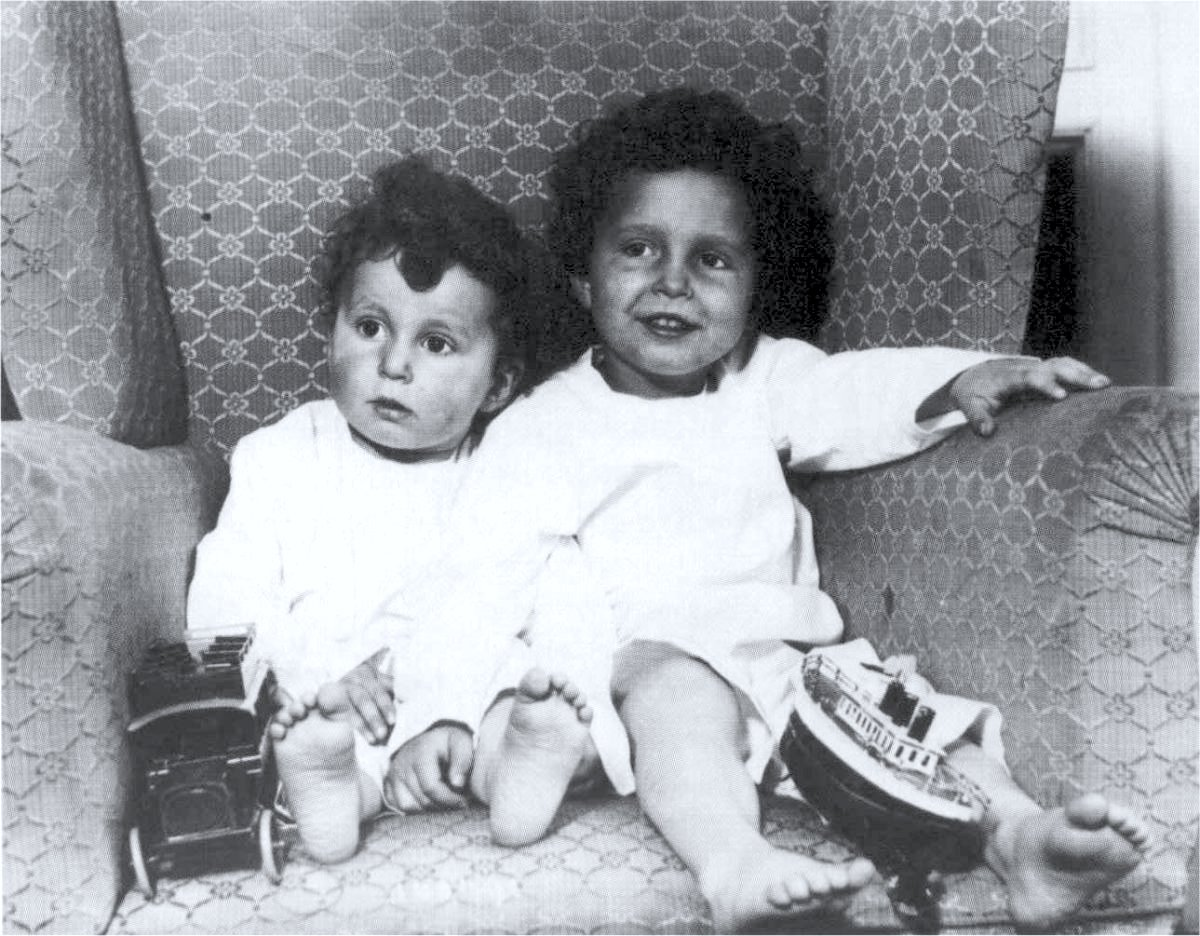
Michel, a la derecha, y su hermano, Edmond, en una fotografía tomada para ayudar en su identificación después del hundimiento.

Tucker, las tres mujeres y la mascota subieron al bote salvavidas 7, el primero en salir. Los ocupantes de la barca fueron rescatados temprano el 15 de abril por el RMS Carpathia. En el Carpathia había también dos niños pequeños que solo hablaban francés. Margaret hablaba francés con fluidez y le preocupaba que pudieran ser separados uno del otro. Se ofreció voluntaria para tomar a los niños a su cuidado hasta que su familia pudiera ser localizada. Los niños jugaron con Lady, la perrita de Hays, mientras estuvieron a bordo.
Las identidades de los niños eran inicialmente desconocidas, pero finalmente se determinó que eran Edmond y Michel Navratil. Su padre, Michel Navratil Sr., que murió en el naufragio, había subido al Titanic con un nombre falso. Había sustraído los niños a su exesposa y los estaba trasladando a los Estados Unidos. A su regreso a Nueva York, Margaret cuidó de los niños, que fueron conocidos como los "Huérfanos del Titanic". Contó con la ayuda de la Children's Aids Society hasta que su madre, Marcelle Navratil, llegó desde Niza, Francia, para reclamarlos.
Como quedó con Tucker solo como amiga, Hays se casó con un médico de Rhode Island, Charles Daniel Easton, en 1913 y tuvieron dos hijas. Quedó viuda el 4 de octubre de 1934. Falleció el 21 de agosto de 1956, en Buenos Aires, Argentina, de un ataque al corazón mientras estaba de vacaciones con una de sus hijas y su nieta. Está enterrada en St. Mary  Churchyard, Portsmouth, Rhode Island.